# 14834 Isaev
14834 Isaev là một tiểu hành tinh vành đai chính với chu kỳ quỹ đạo là 1259.2077380 ngày (3.45 năm).
Nó được phát hiện ngày 17 tháng 9 năm 1987.